# Fiáth András
Fiáth András (Budapest, 1955. augusztus 4. –) magyar képzőművész, filmrendező, filmzeneszerző, média-művész

## Életrajz
Tanulmányait a Magyar Képzőművészeti Egyetemen ezt megelőzően pedig a Budapesti Képző- és Iparművészeti Szakközépiskolában végezte. 1973 -1994 között számos önálló és csoportos képzőművészeti kiállításon vett részt. 
1984-től foglalkozik zeneszerzéssel. 1995 óta készít filmeket, videókat. 1997-ben tagja lett a Balázs Béla Stúdiónak, 2000-től pedig a Magyar Alkotóművészek Országos Egyesületének. 1996-ban Tranzit című szuper8-as rövid filmje a legjobb kísérleti film díját nyerte. 
1999-ben a Párduc című lyric-clipjével szerepelt először a Magyar Filmszemlén.  Első nagyjátékfilmjét 2000-ben mutatta be, Veszett idők címmel. Jelenleg a Zöld Láng című 2003-ban elkezdett utópisztikus nagyjátékfilm munkálatinak folytatásán dolgozik Sarudi Gábor producerrel, a Quality Pictures stúdióban

## Iskolák
- 2000. Magyar Képzőművészeti Egyetem  Archiválva 2008. április 23-i dátummal a Wayback Machine-ben
- 1987. Képző- és Iparművészeti Szakközépiskola

## Filmek
- Zöld Láng – a film honlapja – http://www.fiath.mentha.hu/axis/index.html Archiválva 2015. december 11-i dátummal a Wayback Machine-ben
- Tűzbaba – kísérleti videó 2005
- Zöld Láng – előtanulmány 2004
- Veszett idők – kísérleti nagyjátékfilm 2000
- Sein und Zeit – kísérleti film Martin Heidegger szövegtöredékek alapján 1999
- Idővakság – kísérleti videó 1998 [halott link]
- A párduc – lyric clip, Rilke versére, Ladik Katalin közreműködésével 1998
- ExTension – kísérleti rövidfilm, Hajnóczy Péter írása nyomán 1997
- Tranzit – kísérleti rövidfilm 1996
- Perpetuum Mobile – kísérleti videó 1996

## Filmzenék
Fiáth András zenei archívuma a SoundCloud-on 
http://soundcloud.com/fiath-andras Archiválva 2013. szeptember 22-i dátummal a Wayback Machine-ben

## Galéria
Festmények 1980-1993 

## Cikkek, kritikák
- Vasák Benedek Balázs: Egy a sok közül a Filmvilág.hu-n
- Schreiber András: Jövő, múltidőben a Filmvilág.hu-n
- http://magyarnarancs.hu/film2/fatalis_es_igazsagtalanfiath_andras_filmrendezo-56984